# Marsella
Marsella là một khu tự quản thuộc tỉnh Risaralda, Colombia. Thủ phủ của khu tự quản Marsella đóng tại Marsella Khu tự quản Marsella có diện tích 149 ki lô mét vuông. Đến thời điểm ngày 28 tháng 5 năm 2005, khu tự quản Marsella có dân số 18576 người.